# Saint-Igest
Saint-Igest település Franciaországban, Aveyron megyében. Lakosainak száma 181 fő (2022. január 1.). Saint-Igest Drulhe, Maleville, Salles-Courbatiès és Villeneuve községekkel határos.

## Népesség
A település népessége az elmúlt években az alábbi módon változott:
| Lakosok száma | 285  | 201  | 158  | 171  | 198  | 202  | 191  | 182  | 178  | 181  |
|               | 1968 | 1982 | 1990 | 2006 | 2013 | 2015 | 2017 | 2019 | 2020 | 2022 |